# Sancourt (Nord)
Sancourt è un comune francese di 205 abitanti situato nel dipartimento del Nord nella regione dell'Alta Francia.

## Società

### Evoluzione demografica
Abitanti censiti